# کریس سیلیزا
کریستوفر مایکل سیلیزا (به انگلیسی: Chris Cillizza؛ زاده ۲۰ فوریه ۱۹۷۶) یک روزنامه‌نگار و نویسنده اهل آمریکا و مشغول به فعالیت در سی‌ان‌ان است. او پیش از پیوستن به سی ان ان، در وبلاگ روزنامه واشینگتن پست می‌نوشت و به‌طور منظم به عنوان تحلیلگر سیاسی در برنامه‌های شبکه‌های ام‌اس‌ان‌بی‌سی و ان‌بی‌سی حضور پیدا می‌کرد. سیلیزا از آوریل ۲۰۱۷ به سی‌ان‌ان پیوسته و علاوه بر حضور در برنامه‌های تلویزیونی، در وبگاه این شبکه به نگارش تحلیل‌های مختلف به خصوص پیرامون ریاست جمهوری ایالات متحده آمریکا می‌پردازد.